# 立法院 (琉球)

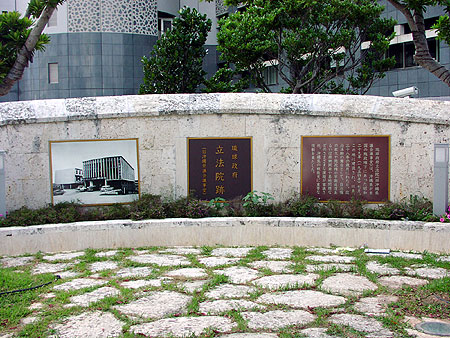
立法院の跡地に建てられた記念碑

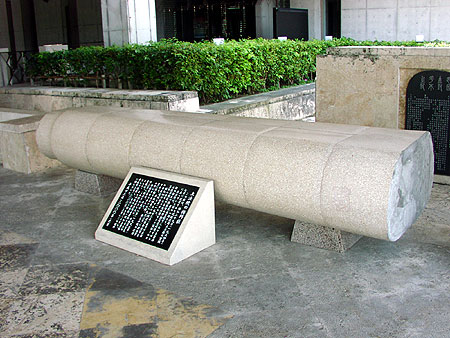
沖縄県公文書館にある立法院の柱

立法院（りっぽういん、英語：Legislature of the Government of the Ryukyu Islands）は、米国民政府布令第68号「琉球政府章典」により設置された、琉球政府の立法機関である。一院制。立法院の権限は、沖縄に適用されるすべての立法事項について立法権を行使することができるが、米国民政府の制約下にあり、法令の無効を命じられることもあった。 
1972年5月15日の本土復帰に伴い、「琉球政府章典」により設置された立法院は廃止され、日本国の地方議会たる沖縄県議会が設けられた。ただし、沖縄の復帰に伴う特別措置に関する法律第5条第2項により、沖縄県議会議員選挙が実施されるまでは、従来の立法院議員が沖縄県議会議員とみなされた。立法院議事堂は、復帰後も議席の配列が一部変更になったものの県議会棟として使用されたが、沖縄県庁舎の建設に伴い解体された。

## 沿革
- 1952年4月1日、定員31人（任期2年）の議会として発足。
- 1952年5月1日、議長・副議長が議員の互選となる（それまではアメリカ上院にならって行政副主席が議長になっていた）。
- 1953年12月26日、奄美地区が日本に返還される。
- 1954年2月1日、民政府布令第57号「立法院議員選挙法」改正第5号により、立法院議員の選挙制度が「中選挙区制」から「小選挙区制」になる。また、民政府布令第68号「琉球政府章典」改正第6号により、定員が29人となる。
- 1954年7月29日、立法院新議事堂が完成し、移転する。
- 1954年8月31日、共産主義政党調査特別委員会が設置される（翌年4月3日に廃止）。
- 1954年10月21日、沖縄人民党の瀬長亀次郎議員が議員資格を剥奪される（人民党事件の軍事裁判で懲役2年の判決が下ったため）。
- 1956年1月31日、立法院制定の立法院議員選挙法（1956年立法第1号）が公布される。
- 1962年2月19日、大統領行政命令改正により、立法院議員の任期が3年になる。
- 1965年5月28日、立法院議員選挙法が改正され、立法院の定員が32人となる。

## 構成

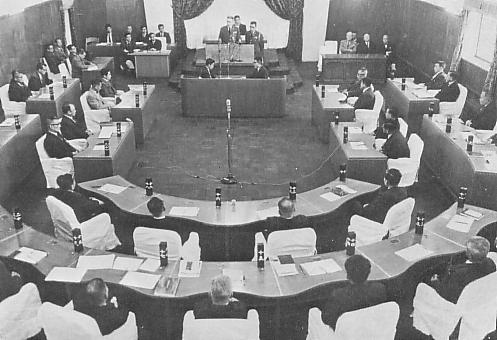
立法院本会議場

立法院は沖縄住民の選挙によって選ばれた立法院議員によって構成される一院制の議会である。

### 会期
立法院は日本の国会や地方議会と同様に「会期制」を採用していた。
定例会
毎年1回、2月1日（1958年までは4月の第1月曜日）に招集される（当日が日曜日の場合は翌日）。会期150日。
臨時会
必要に応じて行政主席が招集を決定する。また立法院議員の4分の1以上の要求があれば、招集を決定しなくてはならない。会期はその都度、議決で定める。

### 議事進行
立法院は委員会中心主義を採用しつつも、「読会制」を採用していた。
1. 第一読会：法案が各議員に配布され、発議者より趣旨説明と質疑応答をおこない、委員会に付託する。
2. 第二読会：法案を付託された委員会で審査報告を受け、修正案に対する質疑をおこなう。
3. 第三読会：法案全体の可否につき、最終的な審議と採決をおこなう。

### 委員会
立法院の委員会には、常設の常任委員会と、案件ごとに必要に応じて設けることが可能な特別委員会の2種類がある。

#### 常任委員会（1952年4月1日時点）
- 行政法務委員会
- 財政金融委員会
- 商工資源委員会
- 文教更生労務委員会
- 運輸通信工務委員会
- 予算決算委員会
- 議会運営委員会
- 懲罰委員会

#### 常任委員会（1972年5月14日時点）
- 行政法務委員会
- 内政委員会
- 文教社会委員会
- 経済工務委員会
- 予算決算委員会
- 議会運営委員会

## 権限

### 立法権
米国民政府の布告・布令・指令に反しない限りにおいてその範囲内ではあるが、日本本土においては法律で定めるべき事項に対して立法権を行使した。立法院が制定する法令は立法と呼ばれる法形式が取られており、米国民政府の承認を経て施行されていた。「立法」は「旧日本法（1945年のニミッツ布告公布時点での日本法）」に優越するため、立法をもって旧帝国議会制定の法律の改廃が可能であった。よって、日本の地方議会の条例のように「2年以下の懲役・禁固もしくは100万円以下の罰金もしくは没収、拘留・科料、5万円以下の過料」という罰則の制限はなく、法理論上は死刑を含む刑罰を定めることができた。
立法提出権は議員のみが有し、行政主席には与えられなかった。その代わり、立法が必要とされる場合には行政主席は参考案が付いた立法勧告書（メッセージ）を提出することができた。
予算の法的性質をめぐっては諸説あり、大きく分けて「予算行政説」、「予算法規範説」、「予算法律説」の3つがあるとされる。立法院では「予算法律説」が採用され、予算にも「19○○年立法第○号」と立法同様の番号が付された。なお、会計年度は当時のアメリカの会計年度と同じ「7月-6月制」であった。

### 規則制定権
立法院における会議その他の手続及び内部の規律について「立法院規則」を制定する権限を有する。

### 行政主席指名権
立法院発足当初はなかったが、自治権の拡大にともない、行政主席を指名することが可能になった。1968年に行政主席公選制が実現し、発展的解消された。

## 歴代立法院議長
- 初代 - 泉有平（1952年4月1日-1952年4月30日）※行政副主席
- 2代 - 護得久朝章（1952年5月31日-1953年12月26日）
- 3代 - 平良幸市（1954年4月5日-1954年9月13日）
- 4代 - 大濱國浩（1954年9月13日-1956年3月31日）
- 5代 - 與儀達敏（1956年4月12日-1958年3月31日）
- 6代 - 安里積千代（1958年4月7日-1960年11月30日）
- 7代 - 長嶺秋夫（1960年12月1日-1967年5月12日）
- 8代 - 山川泰邦（1967年5月12日-1968年11月30日）
- 9代 - 星克（1968年12月7日-1972年5月14日）

## 歴代立法院副議長
- 初代 - 平山源宝（1952年5月1日-1953年12月26日）
- 2代 - 宮城正行（1954年4月15日-1954年9月13日）
- 3代 - 長嶺秋夫（1954年9月13日-1960年11月30日）
- 4代 - 山川泰邦（1960年12月1日-1967年5月12日）
- 5代 - 上原重蔵（1967年5月12日-1968年11月30日）
- 6代 - 伊芸徳一（1968年12月1日-1972年5月14日）

## 事務局機構
1972年5月14日時点での構成である（定員122人）。
- 総務部
  - 総務課
  - 経理課
  - 管理課
- 議事記録部
  - 議事課
  - 記録第一課
  - 記録第二課
- 法制部
  - 法制室
  - 立法考査課
- 行政法務調査室
- 内政調査室
- 文教社会調査室
- 経済工務調査室
- 予算決算調査室
- 図書館

## 特徴
- 立法院議員は国会議員と同様に不逮捕特権や免責特権があった。
- 各立法院議員には個室が割り当てられていた。

## 旧立法院議事堂解体問題
立法院議事堂は復帰後も「県議会棟」として現議会棟が完成する1992年まで使用されていた。その後、解体か保存かの問題で数年揺れ、そのまま取り残されたままだったが、1999年になってようやく解体された。